# Entidade pública empresarial
Em Portugal, as entidades públicas empresarial (EPE) são um tipo de empresa pública que reveste a forma de pessoa coletiva de direito público, cuja iniciativa da respetiva criação cabe ao Estado para a prossecução de fins postos a seu cargo. Este tipo de empresa pública encontra-se previsto no regime do setor público empresarial (artigos 56.º e seguintes), aprovado pelo Decreto-Lei n.º 133/2013, de 3 de Outubro, e distingue-se do outro tipo de empresa pública contemplado neste regime, as empresas públicas sob forma societária, ou seja, as organizações empresarias constituídas sob a forma de sociedade de responsabilidade limitada nos termos da lei comercial, nas quais o Estado ou outras entidades públicas possam exercer, isolada ou conjuntamente, de forma direta ou indireta, influência dominante.
As entidades públicas empresariais são também denominadas empresas públicas de natureza institucional, uma espécie de instituto público económico, dotado de personalidade jurídico-pública mas que se rege essencialmente pelo Direito Privado — civil, comercial e laboral. Esta forma de organização é utilizada quando o Estado pretende prosseguir certos fins de interesse público ou prestar um determinado serviço público mas com maior autonomia de gestão e de uma forma mais flexível e expedita. Assim se explica que a atividade das entidades públicas empresariais se encontre preferencialmente submetida ao Direito Privado, tendo estas entidades autonomia administrativa, financeira e patrimonial, não se encontrando sujeitas às normas da contabilidade pública.
Porém, diferentemente das empresas públicas sob a forma societária, não possuem capital social mas um capital estatutário integralmente detido pelo Estado, que é inalienável e não transaccionável, estando ainda excluídas do regime de insolvência e recuperação de empresas.
Este modelo de entidade pública de gestão privada é adoptado no setor da saúde, revestindo a maioria dos hospitais públicos a natureza de entidade pública empresarial, tendo-se estendido também ao setor das infraestruturas e dos transportes (Navegação Aérea de Portugal - NAV Portugal EPE, Metropolitano de Lisboa EPE, etc.) e ao setor da cultura (Teatro Nacional D. Maria II, TNDM II EPE).